# Bertoua
Bertoua je glavno mesto Vzhodne province Kameruna.
Leta 2001 je bilo prebivalstvo ocenjeno na 173.000. Mesto ima letališče.